# Cowboy Henk

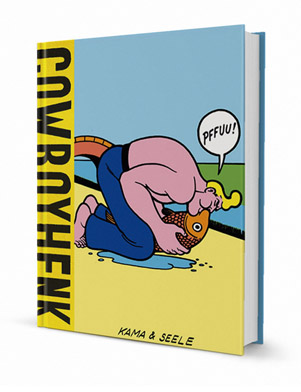
Tomo de Cowboy Henk en su edición por Autsaider Cómics

Cowboy Henk es un personaje de cómic creado por Herr Seele (Peter van Heirseele) y Kamagurka (Luc Charles Zeebroeck) en 1981. Comienza a publicarse en el periódico belga De Morgen para posteriormente, y debido a las quejas de los lectores por lo transgresor de algunas de sus historietas, pasar a la revista flamenca Humo, donde se publica ininterrumpidamente hasta el año 2010.
Cowboy Henk es uno de los principales representantes de cómic underground europeo. Su aspecto es el de un estereotipado galán: alto y fuerte, de mentón pronunciado y rubio tupé. Su comportamiento es siempre imprevisible, reaccionando de manera disparatada ante situaciones cotidianas.
Las historietas de Cowboy Henk están influenciadas básicamente por el surrealismo belga de Magritte en lo conceptual, y la línea clara de Hergé en lo visual. El teatro del absurdo de Ionesco es otra de las influencias a las que los autores acostumbran a referirse.

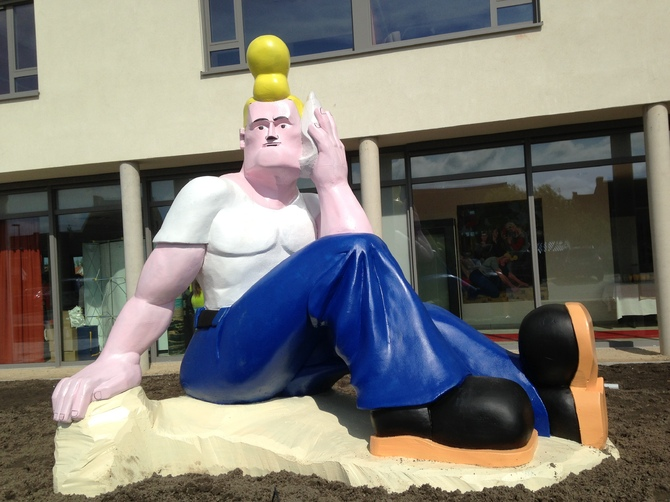
Escultura en Middelkerke

Además de en su Bélgica natal, las aventuras de Cowboy Henk han visto la luz en Estados Unidos (Raw y Dessert Island), en Francia (Fluide Glacial, Hara Kiri y Frémok), Finlandia (Huuda Huuda), Suecia (Placebo), Dinamarca (Forlaens Forlaget), Noruega (No Comprendo Press) y España (Autsaider Cómics).
Cowboy Henk ha sido homenajeado en diferentes salones y exposiciones de todo el mundo (Estambul, Helsinki, Paris…). En 2014 llega su mayor reconocimiento internacional al recibir en el Festival del Cómic de Angulema el Premio del Patrimonio.